# Losradsatz

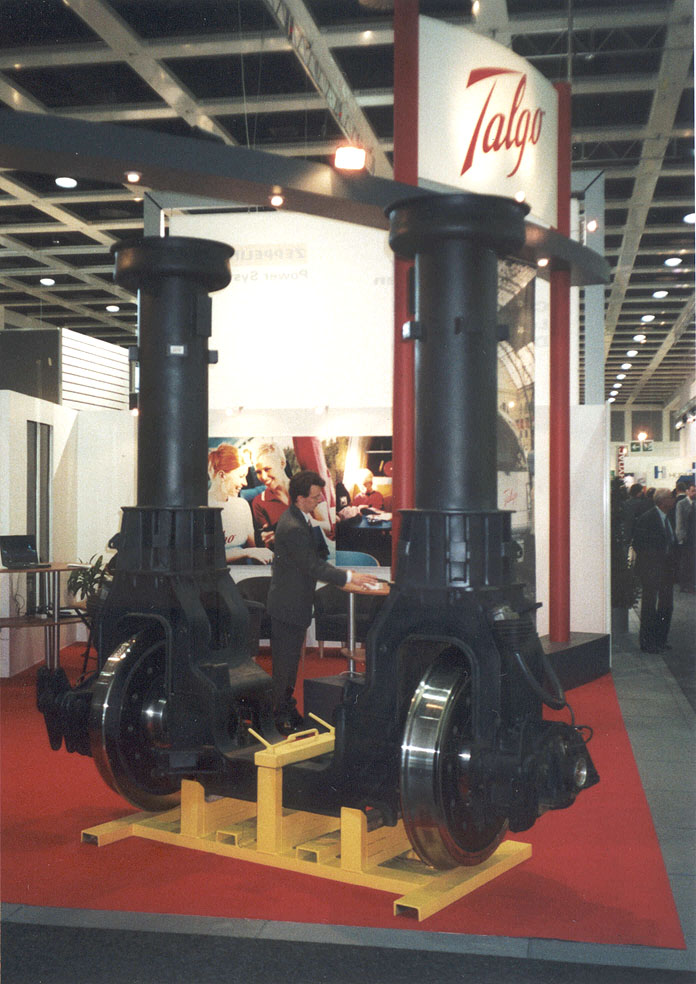
Laufwerkportal mit umspurbarem Losradsatz zwischen zwei Talgo-6-Wagen

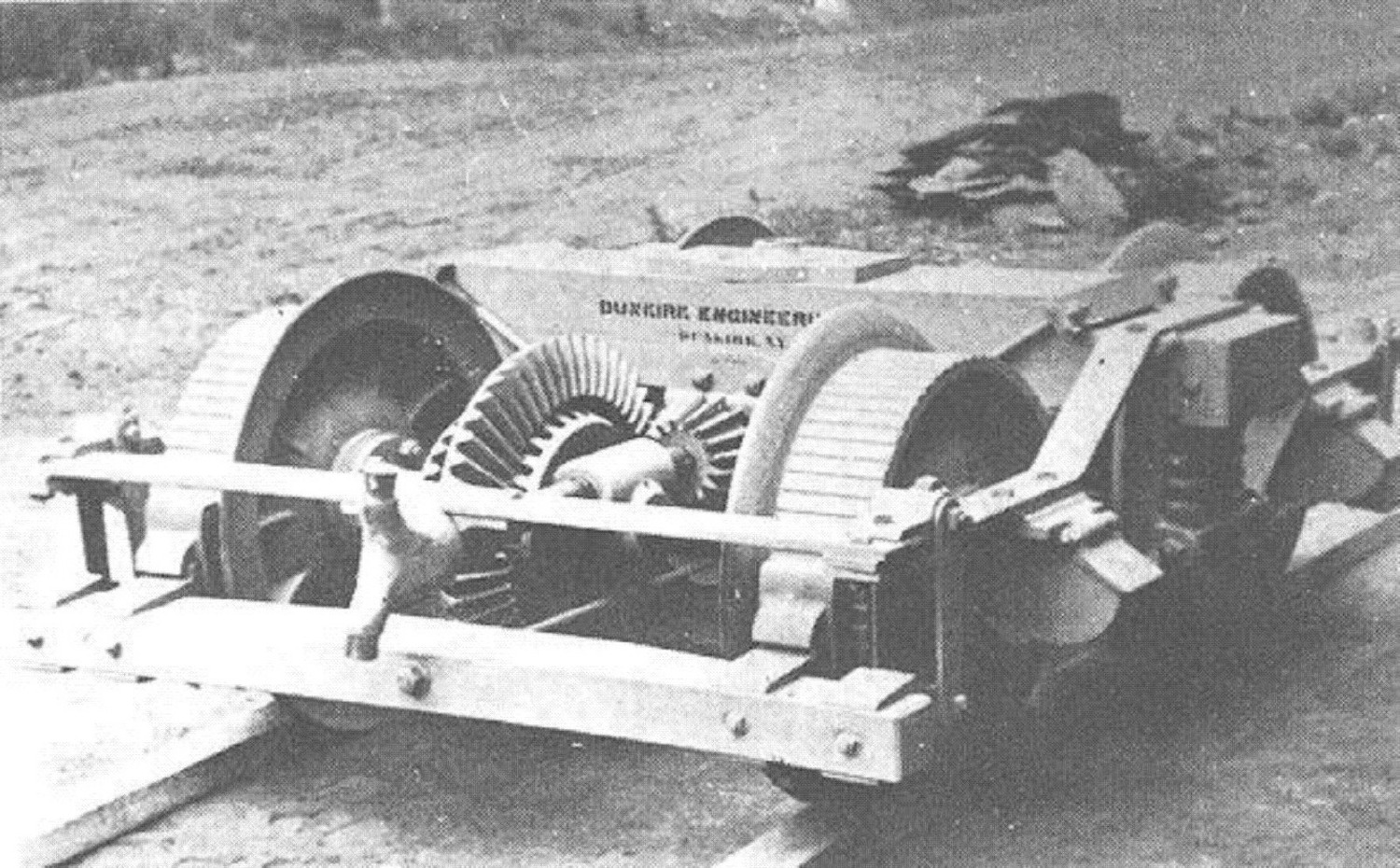
Drehgestell einer Waldbahnlokomotive nach dem Patent von Gilbert. Auf der ersten Achse ist das Differentialgetriebe zu erkennen.

Als Losradsatz oder Losradpaar werden bei Schienenfahrzeugen die beiden Laufräder bezeichnet, wenn sie nicht wie bei einem klassischen Radsatz gegeneinander unverdrehbar sind. Sie sind auf je einem eigenen drehenden Achsstummel befestigt oder drehbar auf einem festen Achsstummel gelagert. Die Losräder drehen sich somit unabhängig voneinander. Die Verwendung von Achsstummeln anstatt einer durchgehenden Achse ermöglicht, den Platz zwischen den Rädern anderweitig zu nutzen, z. B. für einen stufenfrei tiefliegenden Wagenboden insbesondere bei Straßenbahnniederflurwagen.

## Technische Eigenschaften
Weil sich die Einzelräder unabhängig voneinander drehen, ergibt sich kein Sinuslauf, die Räder unterstützen auch nicht das radiale Einstellen eines Radsatzes auf Gleisbögen.
Dies führt einerseits zu einer größeren Laufruhe in der Geraden, andererseits kann aber abhängig von der Äquivalenten Konizität die Zentrierung innerhalb des Gleises verloren gehen und die Räder stellen sich in den Bögen nicht selbst radial ein. Dieser Effekt wird verstärkt durch das Trägheitsmoment des sich drehenden Rades, sodass die Spurkränze ohne weitere Maßnahmen häufiger an den Schienen anlaufen. Um einen zu großen Anlaufwinkel im Gleisbogen zu vermeiden, wird die Drehbewegung der Radbrücke eines Radsatzes (gemeinsam als Laufwerkportal bezeichnet) geführt. Dies kann durch passive Systeme wie zum Beispiel durch Stangen in einem Koppelgetriebe erfolgen. Die Drehbewegung der Radbrücke folgt der Winkeländerung in Kurven zwischen den zwei Wagenkasten, deren Enden sich je auf einem Laufwerkportal oder auf einem gemeinsamen Laufwerkportal abstützen. Aktive Systeme benutzen elektronisch gesteuerte Aktoren, um das Laufwerkportal zu drehen oder die Losräder in Kurven zu einer Starrachse zu verbinden. Anstelle von Aktoren kann auch der Fahrzeugantrieb zur Führung eines Laufwerkportals oder eines Drehgestells mit mehreren Losradsätzen verwendet werden.

## Anwendungen
Losradsätze werden heute vor allem bei Straßenbahnwagen eingesetzt, wodurch der Wegfall der Achswelle einen tiefer liegenden Fußboden zwischen den Rädern erlaubt. Für den Hochgeschwindigkeitsverkehr sind Losradsätze wegen der größeren Laufruhe in der Geraden von Vorteil.
Bei den Gliederzügen und Hochgeschwindigkeitszügen von Talgo werden Losradsätze verwendet, wobei je ein Losradsatz in einem Achsportal an einem Wagenende gelagert sind. Neben dem Vorteil des fehlenden Sinuslaufs beim Hochgeschwindigkeitsverkehr, eignet sich die Bauart vorzüglich für den Bau von umspurbaren Laufwerken, weil die einzelnen Räder auf getrennten kurzen Wellen sitzen, die samt den Lagern querverschiebbar ausgeführt werden können.
In den 1890er-Jahren wurden in den USA einige Waldbahnlokomotiven mit Losradsatz-Drehgestellen nach einem von George D. Gilbert eingereichte Patent ausgeführt. Der Antrieb der Räder erfolgte wie beim Automobil über ein Differentialgetriebe und längs unter dem Fahrzeug verlaufenden Antriebswellen. Man erhoffte sich durch diese Bauart einen besseren Bogenlauf, unterschätzte aber den Zugkraftverlust bei durchdrehenden Rädern, wie er von Automobilen mit offenen Differentialgetrieben bekannt ist.

### Schweiz
Um 1935 baute die SLM das Duplex-Drehgestell mit vier Losradpaaren, das speziell für Schnellfahrversuche gebaut wurde. Die Losräder hatten zylindrische Laufflächen und waren mit einer Neigung von 1:20 in das Drehgestell eingebaut. Die Bauweise des Drehgestells sollte den Sinuslauf unterbinden.
Die 1938 gebauten Blauen Pfeile der BLS hatten als Mitteldrehgestell zwei in einem Rahmen gefasste Kurvengesteuerte Einzel-Radsatz-Fahrwerke (KERF; siehe unten).
In den späten 1940er und frühen 1950er Jahren setzten SNCF und SBB Trieb- und Reisezugwagen mit luftbereiften Losraddrehgestellen ein. Die Drehgestelle stammten von Carel Fouché & Cie in Paris und verwendeten von Michelin entwickelte Räder mit Luftreifen. Die SBB beschafften je einen Probewagen in Aluminium- und Stahlleichtbauweise mit fünfachsigen Drehgestellen. Bei beiden Bahnen waren die Fahrzeuge mit diesen Drehgestellen ungefähr zehn Jahre in Betrieb. Nach dem Aufbrauchen der Reifenvorräte erhielten die Wagen gewöhnliche Drehgestelle. Die Fahrzeuge mussten für diese Technik extrem leicht gebaut sein, die Achslast blieb auf 2,5 Tonnen beschränkt.

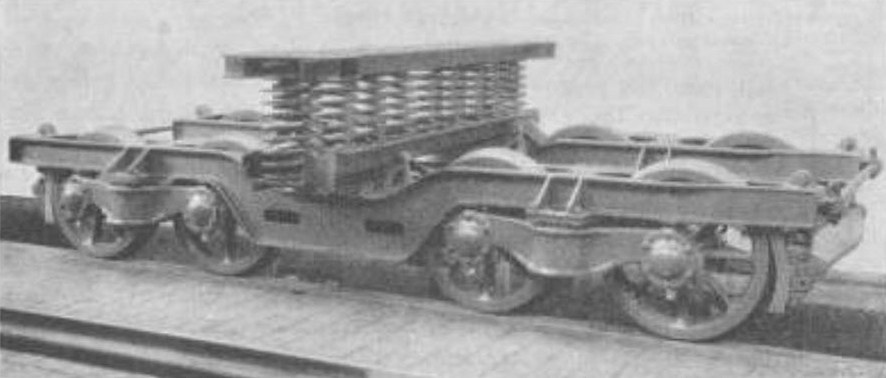
Duplex-Drehgestell der SLM
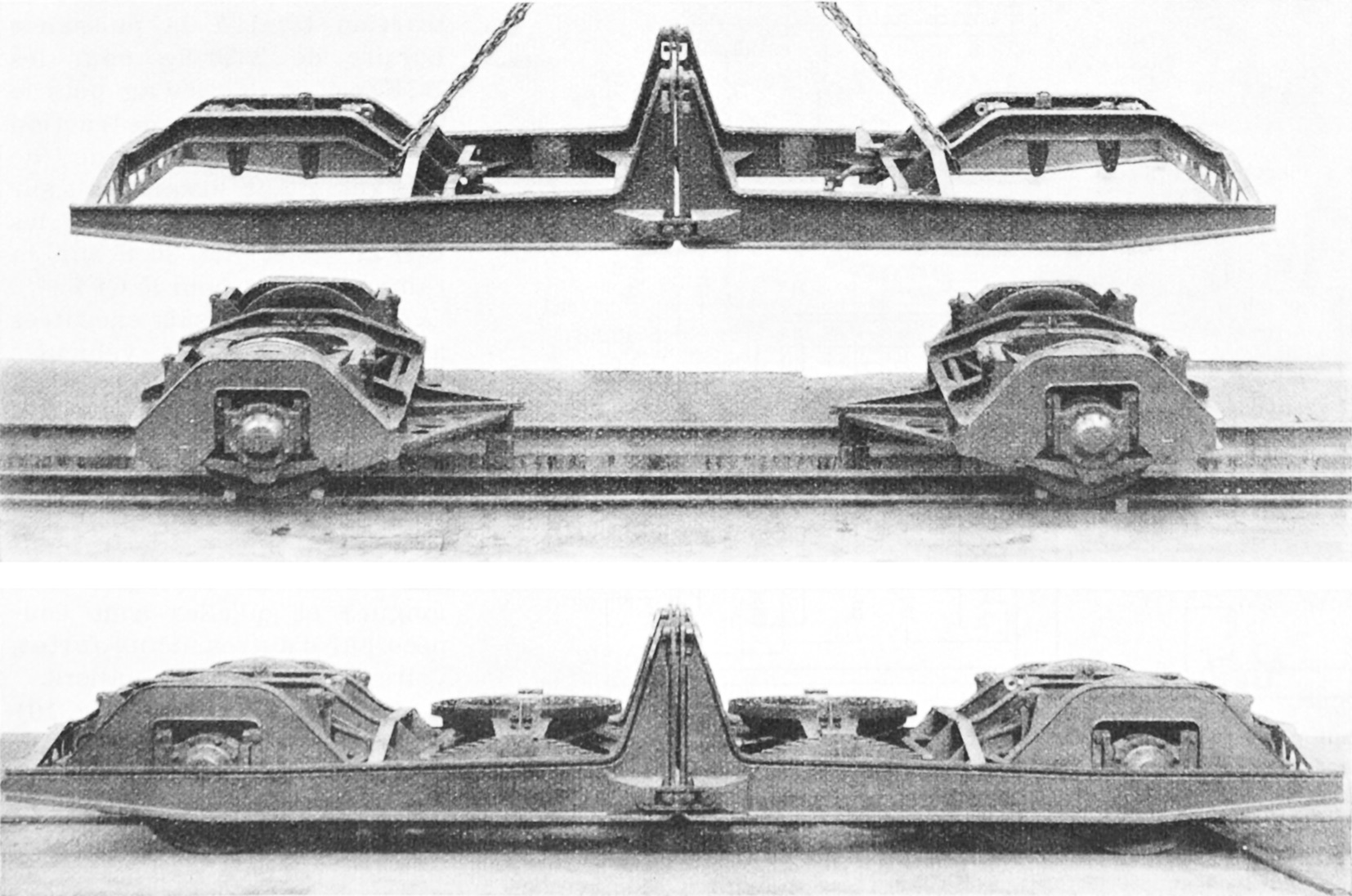
Die beiden KERF-Fahrwerke im Mitteldrehgestell des Blauen Pfeils der BLS
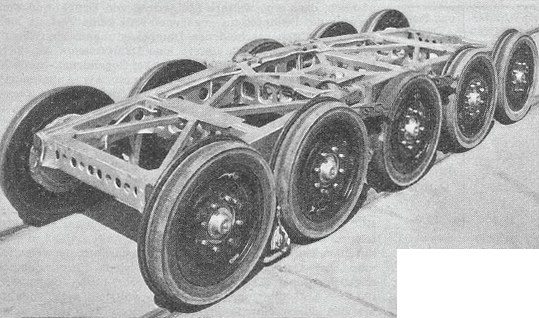
Von Carel Fouché & Cie in Zusammenarbeit mit Michelin entwickeltes Drehgestell mit luftbereiften Losradsätzen für die SBB-Versuchswagen

## Losrad-Fahrwerke
Es gibt folgende Varianten von Losradfahrwerken:
- Einzelrad-Einzelfahrwerk (Abgek.: EEF), ein einzelnes Losradpaar mit Achsschenkellenkung
- Kurvengesteuertes Einzel-Radsatz-Fahrwerk (Abgek.: KERF), ein Losradsatz mit einer Radbrücke, welche am Wagenkasten befestigt wird und sich radial einstellen kann
- Einzelrad-Doppelfahrwerk (Abgek.: EDF), zwei linke Räder und zwei rechte Räder sind je zu einem Radblock zusammengefasst, die zu einem Drehgestell verbunden werden

## Fahrzeuge mit Losrädern
- Talgo-Züge, die Führung der Laufwerksportale, von denen je eines die Enden zweier Fahrzeuge trägt, erfolgt durch Lenkerstangen winkelhalbierend zwischen den Wagenkästen
- Cobra-Tram, die Führung der Laufwerksportale erfolgt durch ein Gestänge abhängig vom Winkel zwischen den Wagenkästen, zusätzlich werden die Radbrücken durch das vom Antrieb aufgebrachte Drehmoment radial eingestellt.
- Pneuwagen der SBB und Train sur pneus der SNCF mit luftbereiften Drehgestellen
- Blaue Pfeile der BLS mit zwei kurvengesteuerten Einzel-Radsatz-Fahrwerken (KERF) als Laufdrehgestell
- Duewag Einzelrad-Doppelfahrwerk des Systes Fredrich, Drehgestellbauart, die bis 500 km/h lauftechnisch erprobt wurde[8][9]
- Climax-Lokomotiven und nach dem Patent von Gilbert gabaute Waldbahnlokomotiven der Dunkirk Engineering Company im Bundesstaat New York.
- Durchgehend niederflurige Straßenbahnzüge, z. B. Ulf (Ultra Low Floor in Wien), Variobahn, Combino und TMK 2200 (Zagreb)
- Spurwechsel-Drehgestelle EV18 des Golden Pass Express[10]
- Bugatti-Triebwagen, bei welchen die nicht angetriebenen Endachsen der vierachsigen Drehgestelle mit Losrädern ausgerüstet waren.[11]